# Avenue de la Porte-Pouchet
L'avenue de la Porte-Pouchet est une voie du 17e arrondissement de Paris, en France.

## Situation et accès
Elle débute au 44, boulevard Bessières à la porte Pouchet et en continuation nord de la rue Pouchet, et se termine place Arnault-Tzanck.

## Origine du nom

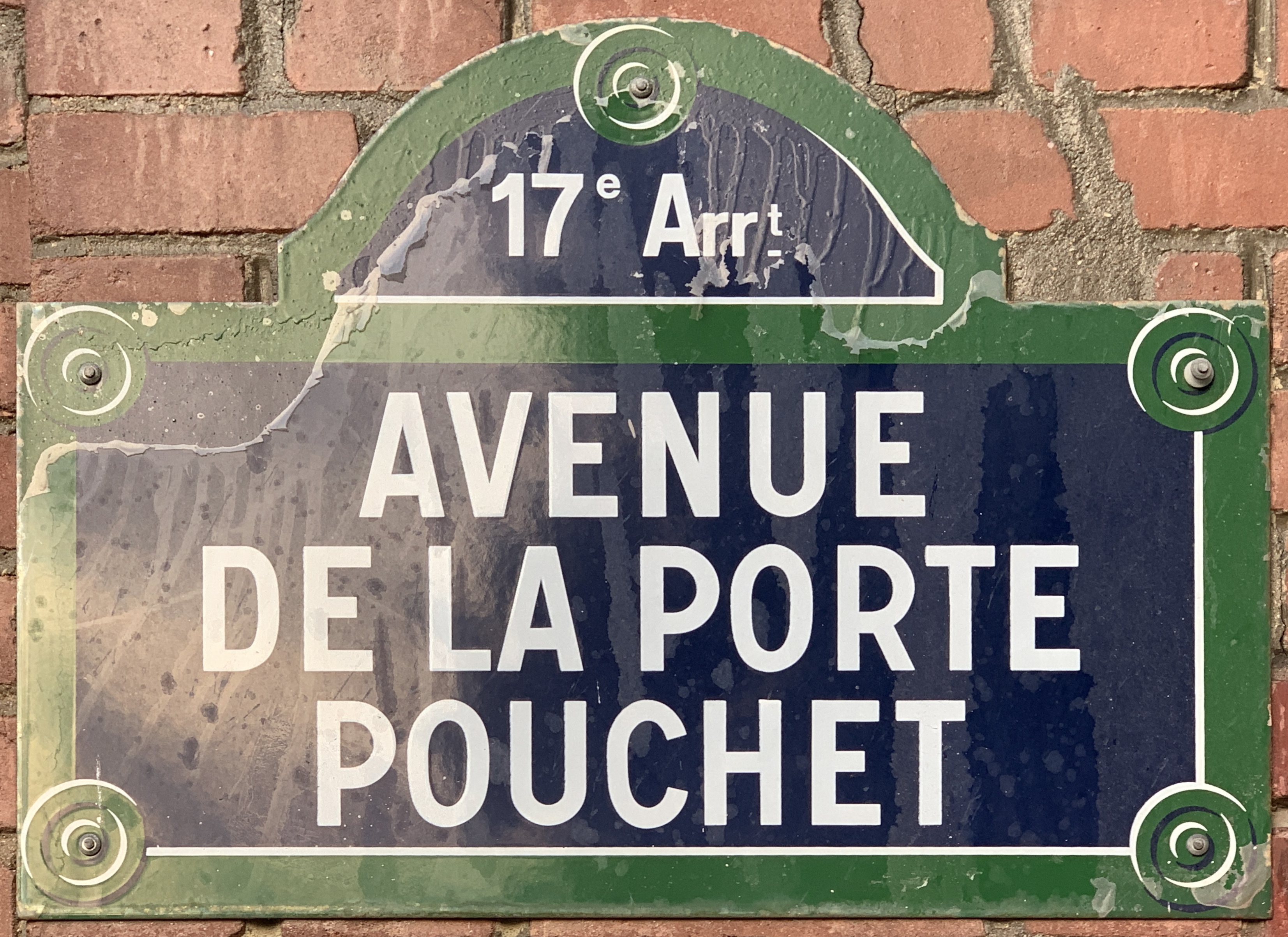
Plaque de l'avenue.

Elle porte ce nom car elle est située en partie sur l'emplacement de l'ancienne porte Pouchet de l'enceinte de Thiers à laquelle elle mène.

## Historique
Cette avenue a été créée en 1928 et nommée en 1929 sur l'espace de l'ancienne Zone de Paris et des fortifications de l'enceinte de Thiers sur le bastion no 41.